# Highlord
Gli Highlord sono un gruppo power metal melodico italiano originario di Torino.

## Storia del gruppo
La band inizia la sua attività nel 1996, inizialmente con il nome Avatar. Nel 1997 la band realizza un demo-tape di 4 brani inediti. Recentemente disponibile come download digitale, legale presso il sito specializzato CdBaby in versione rimasterizzata.
Nel 1998 il gruppo viene contattato dall'Underground Symphony per una proposta di contratto, ma a causa di alcuni problemi di accordo tra le parti, il gruppo decide di firmare per la neonata Northwind Records (ora non più attiva come label, ma solo come online store).
Nel frattempo avviene un cambiamento di line-up e subentra Vascé, il cantante degli Sténdhal, band hard-rock power vincitrice del concorso piemontese “Pagella Rock” del 1998. Nell'ottobre del 1999 esce l'album d'esordio intitolato Heir of Power e distribuito in tutto il mondo per una tiratura iniziale di duemila copie. Dopo l'uscita dell'album, gli Highlord realizzano diverse date nel Nord d'Italia: tra le più importanti ricordiamo quelle al Pub 4 Assi di Torino, al Thunder Road di Pavia, al Binario Zero di Milano e all'Oscar Wilde di Vercelli.
Il loro secondo album, When the Aurora falls..., contiene 10 brani registrati agli studi "New Sin" di Treviso (dove hanno registrato band come Labyrinth, Domine ed Eldritch). L'album esce a fine Dicembre del 2001 sempre per Northwind Records e ne sancisce il ruolo come una delle più rappresentative realtà nel panorama Power metal italiano. L'album viene licenziato anche in Giappone per la Sound Holic ltd (non più attiva dal 2009) in Russia e per la Icarus Records in Sud America. Nel 2002 Vascé lascia la band e prende il suo posto Andrea Marchisio, già voce dei Piemontesi Desdemona, in forza anch'essi alla scuderia della NorthWind Records.
Nel maggio dello stesso anno gli Highlord registrano presso i New Sin Studios l'album Breath of Eternity che vede come bonus track per l'edizione Giapponese la canzone Pegasus Fantasy, sigla della serie animata Saint Seiya (I cavalieri dello zodiaco in Italia). La pubblicazione in Europa segue nell'Ottobre del 2002. Nel Dicembre del 2002 Arise Records pubblica la seconda parte del tributo agli Helloween Keepers of Jerico al quale gli Highlord partecipano con la canzone Power dall'album The Time of the Oath.
In gennaio 2004 la band torna presso i New Sin Studios per registrare l'album Medusa's Coil che vede la luce prima in Giappone per la Sound Holic ltd e in seguito in Europa per l'etichetta spagnola Arise Records. Tra le varie canzoni, l'album contiene una reinterpretazione di Tough Boy dei Tom Cat, una delle sigle della serie animata Hokuto no Ken (Ken il Guerriero in Italia).
In novembre 2005 gli Highlord registrano l'album Instant Madness presso gli Elnor studios di Milano (Labyrinth "Freeman"). Questa volta la band autoproduce il proprio lavoro e si appoggia solo per la distribuzione italiana alla Self Distribuzioni, mentre ancora una volta la Sound Holic si occupa della release giapponese, che comprende anche la bonus track Cha-la head cha-la, ovvero la sigla della serie animata Dragon Ball Z.
In giugno 2009 gli Highlord cambiano nuovamente line-up e dopo un breve periodo di pausa per decidere quale strada intraprendere tornano ai New Sin Studios per dare alla luce The Death of the artists. L'album esce in Giappone per Rubicon e in Europa per Scarlet Records. L'edizione Giapponese contiene inoltre una reinterpretazione di Zankoku na tenshi no teeze, la sigla della serie animata Neon Genesis Evangelion, e una di Rebel Yell, nota canzone dell'artista britannico Billy Idol. Dopo l'uscita dell'album entra nella formazione Lele Mr.Triton come tastierista.
In giugno 2012 la band si reca in studio per la registrazione di The Warning after, secondo lavoro ad avere una sonorità che richiama gli anni '80. Il disco esce per Punishment 18 Records con una tiratura iniziale di 1500 copie. La copertina dell'album è realizzata dall'artista Felipe Machado, e al brano Arcade Warriors partecipa Ralf Scheepers dei Primal Fear.

## Formazione

### Formazione attuale
- Andrea Marchisio - voce
- Marco Malacarne - chitarra
- Massimiliano Flak - basso
- Luca Pellegrino (Dying Awkward Angel) - batteria
- Davide Cristofoli - tastiere

### Ex componenti
- Diego De Vita - basso (1998 - 2010)
- Vascè - voce (1996 - 2000)
- Fabio Savella - batteria
- Alexandros Muscio - tastiere (1998 - 2007)
- Emanuele Rosellini - tastiere (2014)
- Daniele Veronese - basso (2011 - 2013)
- Stefano Droetto - chitarra (1996 - 2014)
- Lele Mr Triton - tastiere (2010 - 2016)
- Francesco Lombardo - chitarra (2014 - 2016)

## Discografia
Album di studio
- 1999 - Heir of Power (Northwind records)
- 2000 - When the Aurora Falls... (Northwind records)
- 2002 - Breath of Eternity (Northwind records)
- 2004 - Medusa's Coil (Arise Records)
- 2006 - Instant Madness (Northwind Records/Self)
- 2009 - The Death of the Artists (Scarlet Records/Audioglobe)
- 2013 - The Warning After (Punishment 18 Records)
- 2016 - Hic Sunt Leones (Massacre Records)
- 2022 - Freakin' Out of Hell (Rockshots Records)

Partecipazioni a compilation
- 2002 - Revenge the Triumph of... Tribute to Manowar
- 2002 - The Keepers of Jerico Vol. II - Tribute to Helloween

Demo
- 1997 - Avatar